# Удружење „Од књиге до душе”
| Удружење „Од књиге до душе” |                             |
|                             |                             |
| Оснивач и председник        | Рената Минић                |
| Основана:                   | 14. фебруар 2018.           |
| Седиште:                    | Костолац Србија             |
| Веб презентација            | Удружење „Од књиге до душе” |
| Контакт:                    | odknjigedoduse@gmail.com    |

Удружење за промоцију културе, традиције и туризма „Од књиге до душе“ је невладино, непрофитно удружење из Костолца, основано 14. фебруара 2018. године ради очувања и промоције културе, националне традиције и обичаја Браничева. Удружење је састављено од ентузијаста и креативаца, који желе својим радом и залагањем да помогну у развијању и промовисању заједнице у којој живе.
Оснивач и председница Удружења је Рената Минић.

## Оснивање Удружења
Оснивање Удружења се надовезало на постојање сајта на Интернету који постоји од 23. фебруара 2013. године и на којем се деле поучни и занимљиви текстови из културе, науке, образовања, традиције, као и разноразне занимљивости на које се наилази читајући књиге, часописе, новине, гледајући филмове и серије, претражујући Интернет. Три хиљаде пратилаца и два милиона прегледа, преко пет хиљада објављених чланака, писмена сарадња са више десетина блогова и сајтова, сарадња са библиотекарима, просветним радницима, историчарима, писцима, из више градова Србије и из земаља бивше СФРЈ, главни су покретачи идеје да се региструје Удружење.
Дозволом Народне библиотеке Србије, 7. октобра 2019. године веб сајт Од књиге до душе добио је свој ISSN број (International standard serial number, ISSN (Online) 2683-4197), чиме је сврстан у ред серијских онлајн публикација.
Удружење окупља 68 чланова и састављено је од ентузијаста и креативаца, добрих људи, који желе својим радом и залагањем да помогну у развијању и промовисању заједнице у којој живе.

## Циљеви Удружења
Примарни циљеви Удружења су промоција културе, традиције и локалног туризма, подстицање талената у сфери традиционалних уметности, унапређење квалитета живота деце, младих и старијих лица на подручју локалне заједнице, окупљање млађих и старијих генерација ради заједничког дружења, размене мишљења и искустава, промоција старих јела, народних обичаја и рукотворина, повезивање традиционалних вредности, културе и старих заната са савременим технологијама и интернетом, очување и промоција културе, традиције и обичаја нашег краја кроз туризам и активности везане за туризам. Удружење се бави и хуманитарним радом и до сада је организовало више хуманитарних акција.

## Пројекат „Траговима прошлости”
Удружење од оснивања веома успешно реализује свој пројекат „Траговима прошлости – очување културне традиције кроз старе занате и јела нашег краја”. Циљ пројекта је да се сачувају од заборава стари занати и јела нашег краја, као и да се заинтересују суграђани да и сами раде на очувању и промовисању своје културне традиције. Овај пројекат је од великог значаја, с обзиром да традиционалне занатске алатке, производи и различити производи занатских радионица, представљају део материјалне културне баштине, као и сведочанство једног времена које полако нестаје у свеопштој модернизацији. Традиционална храна, као производ окружења, природних ресурса, али и културе, историје и начина живота на одређеном подручју, има важну улогу у свеукупној традицији сваког народа.